# Ireen Wüst
Irene Karlijn Wüst (Goirle, 1 de abril de 1986) é uma patinadora de velocidade neerlandesa. Foi quatro vezes campeã dos Jogos Olímpicos de Inverno, duas vezes nos 3000 metros (Turín 2006 e Sochi 2014), uma vez no 1500 metros (Vancouver 2010) e uma vez na prova de perseguição por equipes (Sochi 2014).
Além disso, ganhou cinco vezes o Campeonato Mundial no Gelo Allround
e quatro vezes o Campeonato Europeu, assim como dez medalhas de ouro no Campeonato Mundial no Gelo Single Distance nas provas de 1000 m, 1500 m, 3000 m e perseguição por equipes.
Em Pequim 2022, conquistou o ouro nos 1500 metros com o tempo de um minuto, 53 segundos e 28 centésimos, estabelecendo o novo recorde olímpico da prova.